# أندريه أندريفيتش سيزوف
أندريه أندريفيتش سيزوف (بالروسية: Сизов, Андрей Андреевич) (من مواليد 11 مارس 1981 أستراخان، جمهورية روسيا الاتحادية الاشتراكية السوفيتية، الاتحاد السوفيتي) هو مسؤول سياسي روسي وكبير الإداريين الروس، وهو مهندس يعمل كمدير لعدة مشاريع للطاقة والبنية التحتية، ورئيس مجلس إدارة الشركة المساهمة لشبكة الكهرباء في سانت بطرسبرغ ومقاطعة لينينغراد.

## المؤهلات العلمية، النشاط العلمي
حاصل على دبلوم بدرجة امتياز في عام 2002 من جامعة جنوب روسيا التقنية (الجامعة الحكومية الروسية التقنية باسم ماتفي بلاتوف) باختصاص "مهندس مدني لأنظمة إمدادات المياه والصرف الصحي". وفي عام 2010 أنهى برنامج مرشح الدكتوراه في العلوم التقنية وحصل على شهادتها من نفس الجامعة.

في عام 2013 حصل على دبلوم الأكاديمية الروسية للإدارة الحكومية برعاية الرئاسة الروسية باختصاص "الإدارة الاستراتيجية وسياسة الأعمال".
في عام 2016 أنهى الدراسة في الجامعة الحكومية الروسية التقنية باسم ماتفي بلاتوف باختصاص "مهندس طاقة للمحطات الكهربائية وشبكات الكهرباء". وفي عام 2023 يُعَدُّ باحث "دكتوراه علوم" في معهد موسكو الحكومي للعلاقات الدولية.
مؤلف لعدد من الأوراق البحثية، ومؤلف كتاب "إدارة الطاقة النووية في الاتحاد السوفيتي"

## التسلسل الوظيفي
من عام 2008 يدير شركات إنتاجية لخدمات توريد الطاقة وتخديم المرافق في مقاطعة أوكروغ خانتي-مانسي (شركة مساهمة مفتوحة ـــ شركة يوغر الخدمية) ابتداء من 1 دسيمبر 2008 وشركة مساهمة مفتوحة ـــ الشبكات الإقليمية من 18 أبريل 2009، بعدها تمت دعوته إلى سانت بطرسبرغ وشغل منصب نائب رئيس لجنة الطاقة والدعم الهندسي لمدينة سانت بطرسبرغ. من عام 2015 إلى 2016 المدير التنفيذي للشركة المساهمة "شبكات الكهرباء لسانت بطرسبرغ" وكذلك للشركة المساهمة "شبكة كهرباء بيترودفوريتس".
من عام 2016 إلى 2019 عمل في الشركة الحكومية "روسكوزموس" (وكالة الفضاء الاتحادية الروسية) حيث شغل منصب مدير هندسة البنية التحتية، ومسؤول عن فريق لتحليل وإعداد مقترحات بشأن تنظيم تشغيل مرافق مجمع الوقود والطاقة (منظومة لاستخراج موارد الوقود والطاقة وتحويلها ونقلها) في ميناء بايكونور الفضائي.
من عام 2019 شغل منصب المدير العام والشريك الإداري للشركة ذات المسؤولية المحدودة "مجمع بريمورسكي الدولي لإعادة الشحن"، وأيضاً في عام 2020 شغل منصب المدير عام والشريك الإداري وكذلك رئيس مجلس إدارة الشركة المساهمة لشبكة الكهرباء في سانت بطرسبرغ ومقاطعة لينينغراد.
وبالفترة من عام 2022 شغل منصب رئيس مجلس إدارة الشركة ذات المسؤولية المحدودة "بالتيّسكي ميتانول".

## العائلة
متزوج ولديه ستة أطفال

## التكريمات الممنوحة
- مستشار دولة من الدرجة الثالثة لمدينة سانت بطرسبرغ.
- شهادة شرف من وزارة الطاقة الروسية عام 2022.